# Jeon Sang-guk
Jeon Sang-guk (Hangul: 전상국) es un escritor surcoreano.

## Biografía
Jeon Sang-guk nació el 24 de marzo de 1940 en la provincia de Gangwon, Corea. Se graduó y obtuvo un máster de Literatura Coreana de la Universidad Kyunghee. Ha trabajado durante muchos años como profesor de bachillerato y después como profesor de literatura coreana en la Universidad Kangwon.

## Obra
Jeon Sang-guk habla sobre sus experiencias personales en la guerra de Corea y la resultante división del país para reafirmar las trágicas consecuencias de estos sucesos. Sin embargo, para él el verdadero sufrimiento no es la guerra en sí misma si no sus resultados: las familias divididas y los hogares perdidos. A menudo la guerra saca a la luz los conflictos y las confrontaciones que existen en las relaciones humanas tradicionales. En La familia de Abe, las heridas que ha dejado la guerra se simbolizan en un niño minusválido mental, hijo de una violación, que es abandonado por su madre para irse a Estados Unidos con su nueva familia. La madre, arrepentida, no puedo encontrar paz en el nuevo país. La tragedia, pues, no solo está en la violación y en el niño minusválido, sino también en las consecuencias del intento de escapar de las memorias traumáticas. Su novela publicada en forma de fascículos La carretera (Gil) investiga más a fondo las consecuencias de la guerra a través del problema de las familias separadas por la guerra y la división. En los ochenta, Jeon Sang-guk, que trabajó durante mucho tiempo como profesor, expandió el espectro de sus temas literarios para incluir los problemas en la educación. En las historias "Las lágrimas de un ídolo" (Usangui nunmul), "Los gritos de los lechones" (Doeji saekkideurui ureum) y "El ojo de la oscuridad" (Eumjiui nun), el espacio aislado de una escuela es el microcosmos en el que explora las relaciones problemáticas entre los profesores y los alumnos, y entre los mismos estudiantes, con el fin de correlacionarlos con problemas similares en la sociedad.

## Obras en español
- La familia de Abe (전상국 단편선-아베의 가족), Lima: Fondo Editorial de la Pontificia Universidad Católica del Perú, 2001.

## Obras en coreano (lista parcial)
Recopilación de relatos cortos
- El pueblo perturbado (Baram nan maeul, 1977)
- Ese lugar bajo el cielo (Haneul arae geu jari, 1979)
- Las lágrimas de un ídolo (1980)
- La familia de Abe (1980)
- Nuestras alas (Urideurui nalgae, 1981)
- La casa del castigo (Hyeongbeorui jip, 1987)
- El padre (Aebi, 1966).

## Premios
- Premio de literatura contemporánea (Hyundae Munhak) (1977)
- Premio Literario de Escritores Coreanos (1979),
- Premio literario Dong-in (1980)
- Premio de Literatura Coreana(1980)
- Premio Literario Yoon Dongju (1988)
- Premio Literario Kim Yujeong (1988)